# Kiss Zoltán (labdarúgó, 1980)
Kiss Zoltán (Püspökladány, 1980. augusztus 18. –) magyar labdarúgó. Szinte egész pályafutását a Debreceni VSC játékosaként töltötte, csupán két évet töltött el Belgiumban, a KFC Germinal Beerschot csapatánál, majd 2011-ben a görög PAE Panszeraikószban légióskodott.

## Pályafutása

### Klubcsapatban
7 évesen kezdett focizni, tehetséges fiú volt, a Debreceni VSC csapatánál nevelkedett. Végig járta a Loki korosztályos csapatait, ahol néhány szép gólt is szerzett. 17 éves szerezte meg az első gólját, mint profi játékos. 1999-ben a belga Germ. Beerschot csapatához igazolt, ahol 2 évet töltött el a belga első osztályban. 2001-ben visszatért a Lokihoz, részese volt a csapat nagy sikereinek (Bajnoki cím, Kupa győzelem, Bajnokok Ligája és Európa Liga csoportkör). A DVSC kezdőjét nem lehetett nélküle elképzelni.
2011 januárjában a görög PAE Panszeraikósz csapatába igazolt. A csapattal utolsó helyen zárt, így kiestek a görög élvonalból. Kiss ezek után nem hosszabbított a szerreszi együttessel.

### A válogatottban
Öt alkalommal szerepelt a válogatottban, Lothar Matthäus és Bozsik Péter irányítása alatt.

## Sikerei, díjai
DVSC
- Ligakupa: 2010
- Magyar bajnok: 2004–05, 2005–06, 2006–07, 2008–09, 2009–10
- Magyar kupa 2001, 2008, 2010
- Magyar szuperkupa: 2005, 2006, 2007, 2009, 2010

## Statisztika

### Mérkőzései a válogatottban
| Magyarország | Magyarország        | Magyarország                    | Magyarország        | Magyarország | Magyarország | Magyarország | Magyarország | Magyarország |
| #            | Dátum               | Helyszín                        | Hazai               | Eredmény     | Vendég       | Kiírás       | Gólok        | Esemény      |
| ------------ | ------------------- | ------------------------------- | ------------------- | ------------ | ------------ | ------------ | ------------ | ------------ |
| 1.           | 2004. április 25.   | Zalaegerszeg, ZTE Aréna         | Magyarország        | 3 – 2        | Japán        | barátságos   | -            | 62'          |
| 2.           | 2006. augusztus 16. | Linz, UPC-Arena                 | Ausztria            | 1 – 2        | Magyarország | barátságos   | -            | 79'          |
| 3.           | 2006. szeptember 2. | Budapest, Szusza Ferenc Stadion | Magyarország        | 1 – 4        | Norvégia     | Eb-selejtező | -            | 61'          |
| 4.           | 2006. szeptember 6. | Zenica, Bilino Polje Stadion    | Bosznia-Hercegovina | 1 – 3        | Magyarország | Eb-selejtező | -            | 82'          |
| 5.           | 2006. október 11.   | Ta’ Qali, Nemzeti Stadion       | Málta               | 2 – 1        | Magyarország | Eb-selejtező | -            | 46'          |
|              | Összesen            |                                 |                     | 5            | mérkőzés     |              | 0            | gól          |